# Hideto Nakane
Hideto Nakane (* 2. května 1990) je japonský profesionální silniční cyklista jezdící za UCI WorldTeam EF Education–EasyPost.

## Hlavní výsledky
2013
Tour de Hokkaidó
6. místo celkově
2014
Tour de Kumano
4. místo celkově
Tour de Ijen
4. místo celkově
Tour de East Java
9. místo celkově
2015
Tour de Kumano
4. místo celkově
 vítěz vrchařské soutěže
2016
Tour de Hokkaidó
4. místo celkově
2017
Tour d'Azerbaïdjan
8. místo celkově
Tour de Hokkaidó
9. místo celkově
2018
Asijské hry
5. místo silniční závod
Tour de Taiwan
8. místo celkově
Tour of Japan
9. místo celkově
2019
6. místo Japan Cup
2020
Tour de Langkawi
6. místo celkově
vítěz 6. etapy
Tour de Taiwan
7. místo celkově
2021
Národní šampionát
3. místo silniční zavod
3. místo časovka